# Heimatmuseum Wulmeringhausen
Das Heimatmuseum Wulmeringhausen im gleichnamigen Ortsteil der Stadt Olsberg beherbergt eine Sammlung lokal- und regionalgeschichtlicher Exponate.

## Sammlung

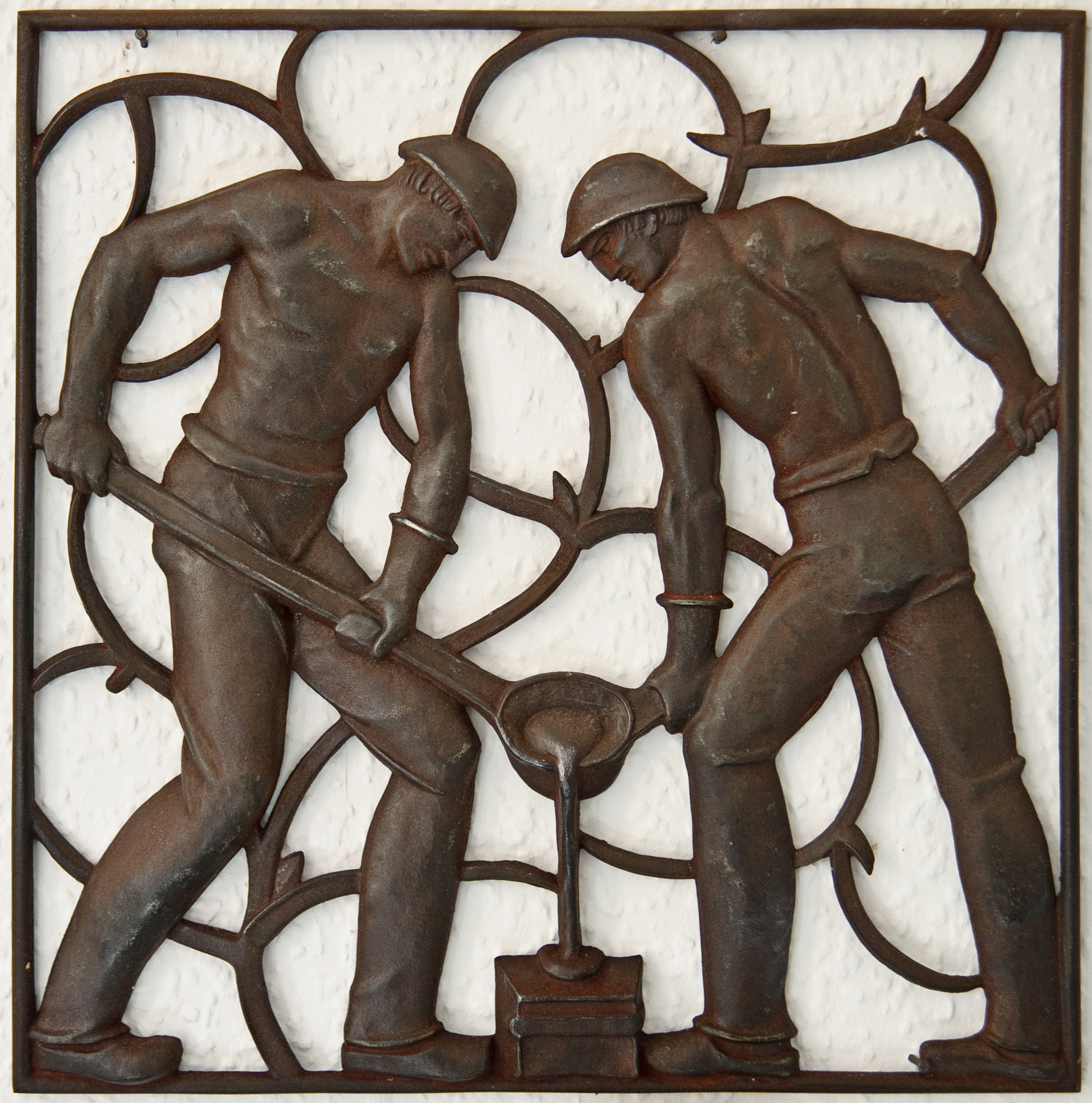
Historische Eisengussplatte

Das Museum ist im Dorfgemeinschaftshaus, einem früheren Bauernhaus, untergebracht. Betrieben wird das Museum von einem Trägerverein. Die Ausstellungsfläche ist etwa 110 m² groß und in vier Räume aufgeteilt.
Im ersten Raum sind Exponate zu Schule, Kirche und Vereinswesen untergebracht. Besonders bemerkenswert ist die Sammlung von etwa 300 historischen Eisengussplatten im zweiten Raum. Im dritten Zimmer sind Handwerkerutensilien und Werkzeuge zu sehen. Der vierte Raum beschäftigt sich mit der Geschichte des Bergbaus. Neben Plänen und Fotos sind Werkzeuge der Bergarbeiter zu sehen. Hinzu kommt eine Mineraliensammlung. Im Flur des Gebäudes sind land- und forstwirtschaftliche Gerätschaften zu sehen.
Die museale Sammlung zum Thema Bergbau und das dazugehörige Archiv sind wesentliche Elemente zum Verständnis der von 1750 bis 1903 in Wulmeringhausen betriebenen Förderung auf Blei- und Zinkerze, die örtlichen Gruben Gottesgabe 1 und Gottesgabe 2 hatten überregionale Bedeutung und lieferten Erze bereits im 19. Jahrhundert außerhalb Deutschlands. Zudem wird im Museum Bergbau im gesamten Olsberger Revier thematisiert, der im 19. Jahrhundert der entscheidende Wirtschaftsfaktor für die Region und im Handel mit den Erzen und Produkten weit darüber hinaus war.